# Љиљана Плазинић
Љиљана Плазинић (Чачак, 11. новембар 1988) српски је психолог и доцент на Факултету за образовање учитеља и васпитача Универзитета у Београду.

## Биографија

### Образовање
Рођена је 11. новембра 1988. у Чачку, где је завршила основну школу и Гимназију. Студије психологије уписала је 2007. године, а завршила 2011. на Филозофском факултету Универзитету у Београду, са просечном оценом 9,58. Током студија била је стипендиста Републике Србије и града Чачка. Мастер академске студије завршила је са просечном оценом 10 као стипендиста Фонда за младе таленте – Доситеја, а њен мастер рад „Епистемолошка уверења и стратегије учења као предиктори академског успеха” ушао је у најужи избор за награду Фонда „Kатарина Марић”. По уписивању докторских студија била је стипендисткиња Министарства просвете Републике Србије за младе истраживаче – докторанте 2015. године. Докторирала је 2021. са дисертацијом „Наставне стратегије као чиниоци академске мотивације, самоефикасности и анксиозности ученика у ТВ настави”.

### Радно искуство
Бави се истраживачким, наставним и уређивачким радом.
Од 2022. године изабрана је у звање доцента на Универзитету у Београду. Ангажована је на предметима Психологија образовања и Вршњачко насиље у школи на Факултету за образовање учитеља и васпитача Универзитета у Београду. На истом факултету ради од 2016. када је ангажована као асистент. Академске 2023—2024. била је ангажована и на предмету Психологија на Факултету музичке уметности Универзитета уметности у Београду. За време мастер студија радила је као демонстратор на предмету Психологија на Факултету безбедности Универзитета у Београду. Непосредно након дипломирања ангажована је на одређено време као наставница грађанског васпитања у Основној школи „Лазар Саватић” Земун.
Радила је као уредница у издавачким кућама где је била задужена за психолошко и дидактичко обликовање рукописа уџбеника. Била је ангажована и као аутор и реализатор семинара о школском оцењивању и као реализатор акредитованог семинара о раду са даровитим ученицима.

### Истраживачки рад
Истраживачким радом почиње да се бави током студија, када је на конкурсу „Програм подршке развоју истраживачких кадрова из области друштвених наука – секундарне анализе података добијених кроз истраживање PISA” предлог истраживања који је креирала са колегама изабран међу више десетина радова и подржан од стране Кабинета потпредседника Владе за европске интеграције – Тима за социјално укључивање и смањење сиромаштва, Министарства науке, технолошког развоја и иновација и Института за психологију Филозофског факултета Универзитета у Београду. Од тада до данас била је ангажована на више од десет истраживачких пројеката еминентних организација попут Института за психологију, Завода за вредновање квалитета образовања и васпитања, Центра за образовне политике, Уницефа, The Association Center for Applied Policy and Integrity и OECD ACN.
Своје истраживачке радове објавила је у више научних часописа, на теме психологије образовања, даровитости и конформизма у естетском суђењу. Учествовала је на више међународних и националних научних скупова. Председавала је организационим одбором научног скупа „Савремени приступи у професионалном развоју и раду васпитача и учитеља” на Факултету за образовање учитеља и васпитача Универзитета у Београду 2018. Била је секретар Програмског одбора 66. Kонгреса психолога исте године. Учествовала је у уређивању зборника саопштењa поменутих скупова, као и у преводу књиге Teaching For A Change: Perspectives & Overview Лорина В. Андерсона.
Ауторка је вебинара „Превенција вршњачког насиља”. Чланица је Друштва психолога Србије и Секције универзитетских наставника психологије образовања. Рецензенткиња је часописа Иновације у настави. Живи у Панчеву.

## Радови
Ауторка је бројних радова, неки од њих су:
- Emotional support provision in TV instruction-disparities between classroom and subject teachers2[9]
- Развијање система за рано препознавање ученика који су у ризику од осипања из образовног система кроз сарадничко акционо истраживање 2017.[10]
- Developing the Early Warning System for identification of students at risk of dropping out using a collaborative action research process1, 2 2017.
- Програм за креирање образовних политика на основу података и резултата истраживања – Зборник истраживачких радова 2017.[11]
- Is high ability necesssary for high achievement? A review of recent empirical findings on the conditions for attaining expertise 2019.[12]
- Наслеђе или средина? Разматрање старе дилеме о пореклу изузетних постигнућа у светлу нових емпиријских налаза 2019.[13]
- Adolescent conformist behaviour in making aesthetic judgments under pressure of authority figures and peer pressure 2019.[14]
- Да ли су изузетне способности неопходне за изузетна постигнућа: преглед новијих емпиријских налаза о условима за достизање експертизе 2019.[15]
- Истраживачки налази о праксама центара за социјални рад у вези са лишавањем пословне способности 2020.[16]
- Наставне стратегије као чиниоци академске мотивације, самоефикасности и анксиозности ученика у ТВ настави 2021.[17][18]
- Ученичка перцепција наставних пракси као предиктор ученичке самоефикасности у ТВ настави 2021.[19][20]
- The predictive effects of students’ perception of teaching practices in TV instruction on students’ self-efficacy[21]
- Настава на даљину и како задржати ученика испред екрана 2022.[22]
- Задовољеност социоемоционалних потреба у школи: како је пандемија КОВИД-19 изменила перцепцију ученика 2024.[23]